# WNEP-TV
WNEP-TV est une station de télévision américaine appartenant à Tegna Inc., affilié au réseau ABC situé à Scranton (Pennsylvanie) servant également le marché Wilkes-Barre.

## Histoire
WNEP-TV est né le 1er janvier 1956 en fusionnant WILK-TV et WARM-TV lancés quelques mois auparavant.

## Télévision numérique terrestre
| Canal virtuel | Image | Aspect | Programmatin                           |
| ------------- | ----- | ------ | -------------------------------------- |
| 16.1          | 720p  | 16:9   | Programmation principale WNEP-TV / ABC |
| 16.2          | 480i  | 16:9   | Antenna TV                             |